# Katie Chang
Katherine « Katie » Chang, née le 3 mai 1995 à Chicago dans l'Illinois, est une actrice  américaine.

## Biographie
Katie Chang est née à Chicago dans une famille d'origine coréenne. Elle a suivi des cours de théâtre au Wilmette Theatre’s Actors Training Center, puis a étudié au lycée New Trier (à Winnetka), dont elle est sortie diplômée en 2013. Elle a ensuite commencé ses études à l'Université Columbia, avant de rejoindre en 2015 l'Université Northwestern.
En 2013, elle est révélée dans le film The Bling Ring de Sofia Coppola  qui est l'un des premiers films où elle joue l'un des rôles principaux, aux côtés d'Israel Broussard, Taissa Farmiga, Claire Alys Julien et Emma Watson. La même année, elle joue aux côtés de Ben Kingsley dans le film A Birder's Guide to Everything de Rob Meyer.

## Filmographie

### Cinéma

#### Longs métrages
- 2013 : A Birder's Guide to Everything de Rob Meyer : Ellen Reeves
- 2013 : The Bling Ring de Sofia Coppola : Rebecca
- 2015 : Anesthesia de Tim Blake Nelson : Amy
- 2016 : Imperfections de David Singer : Miranda
- 2017 : Les Parias (The Outcasts) de Peter Hutchings : Claire
- 2017 : 7x7 de Liam Hughes : Marcy
- 2018 : Canal Street de Rhyan LaMarr :  Elizabeth Chu
- 2018 : Imperfections de David Singer : Miranda
- 2019 : Daniel Isn't Real d'Adam Egypt Mortimer : la barmaid
- 2019 : All the Little Things We Kill d'Adam Neutzsky-Wulff : Carol
- 2020 : Confessions d'une ado diabolique (InstaFame) de Nick Everhart : Ava

#### Courts métrages
- 2011 : CUTEeGRL de Jeton Murtishi et Doug McDade : Fiona Malo

### Télévision

#### Séries télévisées
- 2021 : 9-1-1 : Lone Star : Elise
- À venir : Pantheon : Maddie (8 épisodes)